# Кровотечение в раннем послеродовом периоде
Кровотечение в раннем послеродовом периоде — выделение крови из родовых путей в первые 2 часа после окончания родов. Является нормальным в послеродовом периоде, если не превышает 0,5 % от массы тела женщины (300—400 мл). Кровотечение связано с отделением плаценты от стенки матки. Кровотечение, превышающее 400 мл в объёме, считается опасным и происходит, как правило, в случае гипотонии или атонии матки, что может быть смертельно.

## Этиология
Частота кровотечения в раннем послеродовом периоде составляет 2—5 % от общего количества родов. По времени возникновения различают ранние и поздние послеродовые кровотечения. Ранним, или первичным, считается послеродовое кровотечение, возникшее в течение 24 часов после родов, позже этого срока оно классифицируется как позднее или вторичное.
Кровотечение в течение 2 часов после родов возникает по следующим причинам:
- задержка частей последа в полости матки;
- наследственные или приобретенные дефекты гемостаза;
- гипотония и атония матки;
- травмы мягких родовых путей;
- выворот матки.

## Гипотонические и атонические кровотечения
Гипотонические (снижение тонуса миометрия) и атонические (полная потеря тонуса) кровотечения из матки в раннем послеродовом периоде возникают в результате нарушения механизма послеродового гемостаза. Снижение или потеря тонуса миометрия раньше завершения процесса тромбообразования сосудов приводят к вымыванию тромбов током крови и развитию кровотечения, вплоть до массивного, с быстрой кровопотерей до нескольких литров. Происходит в 3—4 % от общего числа родов и является причиной 36 % смерти матерей.
При гипотоническом кровотечении выполняется наружный массаж матки через брюшную стенку и введение сокращающих препаратов, что, как правило, приводит к восстановлению тонуса и остановке кровотечения. При атоническом кровотечении такие меры бесполезны, при кровопотере выше 1000 мл проводится экстирпация матки. Состояние осложняется развитием гиповолемического (геморрагического) шока в результате обширной кровопотери.